# Berbourg
Berbourg (luxembourgeois: Berbuerg, allemand: Berburg) est une section de la commune luxembourgeoise de Manternach située dans le canton de Grevenmacher.